# Texasmartorn
Texasmartorn (Eryngium hookeri) är en växtart i släktet martornar och familjen flockblommiga växter. Den beskrevs av Wilhelm Gerhard Walpers 1843.
Arten är en perenn ört som förekommer från Oklahoma till Mississippi i USA. Den odlas även som prydnadsväxt och kan påträffas tillfälligt i Sverige, men reproducerar sig inte.